# Erster Weltkrieg in Ostafrika
1914

Maziúa – Njassasee – Karonga – Sansibar – Rufijidelta – Kilimandscharo – Tanga
1915

Jassini – Bukoba – Tanganjikasee  – Saisi
1916

Oldoboro (Salaita) – Reata-Latema – Tabora Offensive (Tabora) – Kahe – Kondoa Irangi – Matamondo – Kilosa – Mlali – Dutumi – Kisaki – Kibata
1917

Behobeho – Nambanje – Kiawe Brücke – Rumbo – Mahiwa – Mahenge – Ngomano – Mkula
1918

Namacurra – Lioma – Pere Hills
Die Kämpfe in Ostafrika während des Ersten Weltkrieges hielten über die gesamte Dauer des Krieges an. Diese Kämpfe wurden hauptsächlich auf dem Boden der damaligen Kolonie Deutsch-Ostafrika, aber auch im britischen Kenia, dem portugiesischen Mosambik und anderen Nachbarländern ausgetragen.
Es standen sich dabei einerseits die deutsche Schutztruppe und andererseits verbündete Streitkräfte des Britischen Weltreichs sowie Portugals und Belgiens gegenüber. Die Mehrzahl der Beteiligten auf beiden Seiten waren Afrikaner, die als Kolonialsoldaten unter dem Befehl europäischer Offiziere gegeneinander kämpften oder als Träger für den Nachschub eingesetzt waren. Es kamen vorübergehend auch zahlreiche weiße Südafrikaner sowie Soldaten der britisch-indischen Armee zum Einsatz.

## Ausgangssituation
Die Streitkräfte in Ostafrika waren bei Beginn des Krieges auf allen Seiten nur schwach ausgebaut. Die Vereinbarungen der Kongokonferenz als internationales Recht sah im Kriegsfall eine Neutralität der Kolonialgebiete vor. Sinn der kolonialen Armeen war die Sicherung der Herrschaft über die unterworfene Bevölkerung, nicht die Kriegsführung gegen andere Kolonialarmeen.
Bei Beginn des Krieges gab es in Deutsch-Ostafrika die Schutztruppe mit rund 2.500 einheimischen Askaris und 200 weißen Offizieren und Unteroffizieren, die in 14 Feldkompanien über das Land verteilt waren. Zusätzlich gab es noch eine Polizeitruppe mit 2.100 Askaris und 45 weißen Polizeioffizieren. Die Bewaffnung war leicht – drei Kompanien verfügten über moderne Karabiner vom Typ K98, die restlichen 11 Kompanien waren mit veralteten Mausergewehren ausgerüstet. Alle Kompanien waren mit Maschinengewehren ausgerüstet, die Artillerie bestand aus wenigen Feldgeschützen.
Die Briten verfügten im Wesentlichen über die auf Kenia, Uganda, Sansibar und Nyassland verteilten Bataillone der King’s African Rifles mit 2.300 Afrikanern und 70 britischen Offizieren.
Die Force Publique im Belgisch-Kongo zählte zwar an die 16.000 Askaris, war aber überwiegend als Polizei über das gesamte riesige Gebiet stationiert.
Portugal und seine Kolonie Mosambik waren bis 1916 neutral.
Zu Beginn des Krieges spielten auch Marinestreitkräfte eine eigenständige Rolle. Die Briten konnten auf eine in Südafrika stationierte Kreuzergruppe zurückgreifen, die vor Kriegsbeginn nach Ostafrika verlegt wurde. Auf deutscher Seite gab es den in Daressalam stationierten kleinen Kreuzer Königsberg sowie das leicht bewaffnete Vermessungsschiff Möwe.
Die europäischen Kriegsparteien griffen während des Krieges auf einheimische Hilfstruppen (Rugaruga) zurück sowie auf bis zu 1.000.000 afrikanische Lastenträger. Rugaruga waren, anders z. B. die Askaris, kein Bestandteil der regulären Kolonialarmeen wie beispielsweise der Schutztruppe für Deutsch-Ostafrika. Ihre Bewaffnung bestand in der Regel aus Gewehren älterer Bauart, bisweilen auch nur aus Speeren sowie Pfeil und Bogen. Zur Kenntlichmachung trugen sie Uniformteile oder lediglich farbige Bänder und Aufnäher.

## Kriegsverlauf

### August 1914 bis März 1916 – Kriegsbeginn bis zur alliierten Offensive

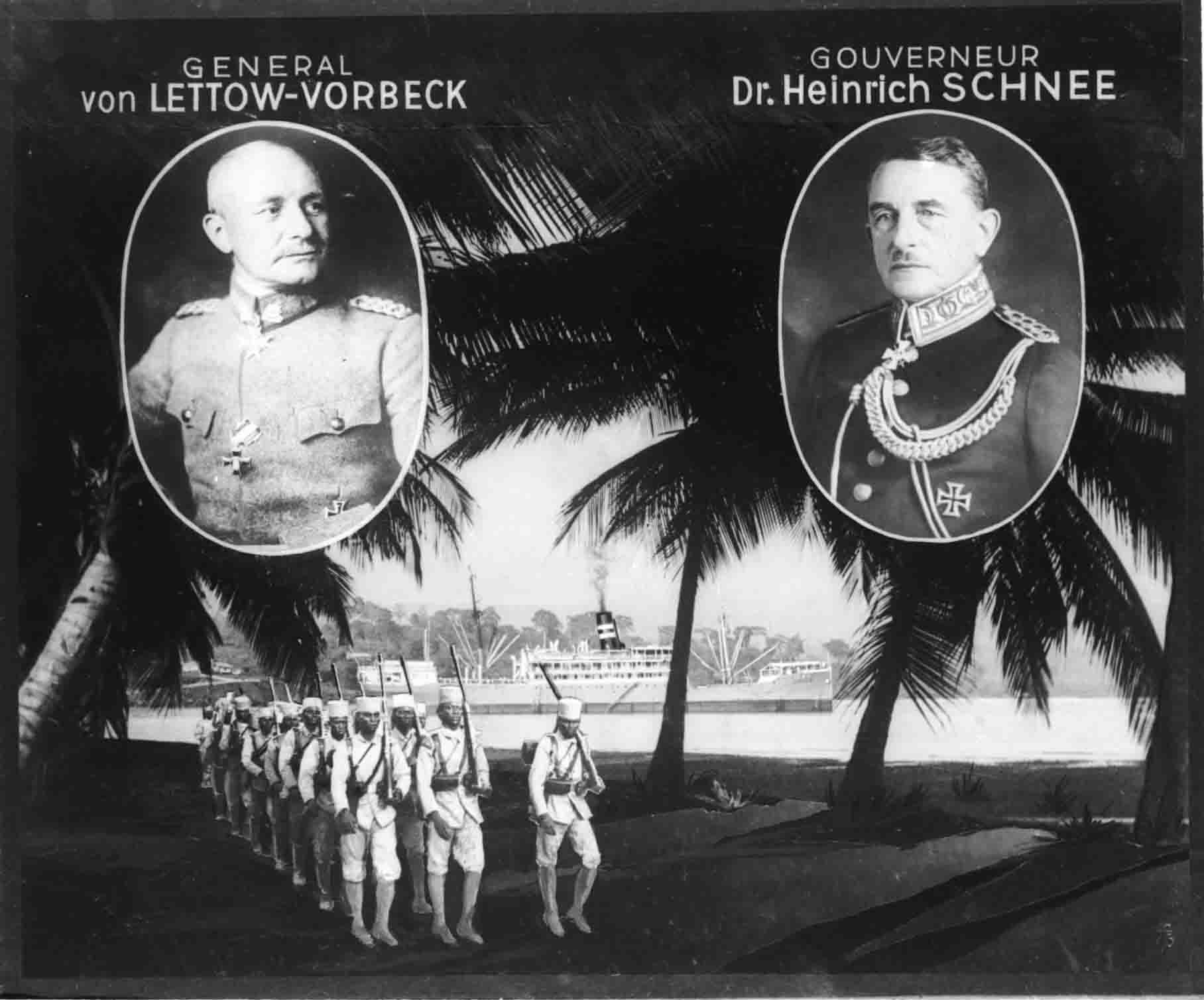
Paul von Lettow-Vorbeck (links) und Heinrich Schnee

Am 2. August 1914 erhielt der Gouverneur Heinrich Schnee die Nachricht von der deutschen Mobilmachung in Europa. Die 1884 von den Kolonialmächten in Berlin verabschiedete Kongo-Akte verpflichtete die Kriegsparteien im Falle eines europäischen Konfliktes zur Neutralität in Afrika. Doch das War Office in London fürchtete, deutsch-ostafrikanische Häfen könnten von der kaiserlichen Marine als Basen genutzt werden, um im Indischen Ozean Jagd auf britische Fracht- und Versorgungsschiffe zu machen. Schnee versuchte, die Kolonie aus dem Krieg herauszuhalten und erklärte die Küstenorte zu „offenen Städten“. Der Kommandeur der Schutztruppe, Paul von Lettow-Vorbeck, plante jedoch, mit der Schutztruppe einen eigenen Beitrag zur Kriegsführung zu leisten und durch Angriffe auf die Uganda-Bahn möglichst viele britische Kräfte auf dem ostafrikanischen Schauplatz zu binden. Zunächst folgte er aber dem Befehl des Gouverneurs und zog seine Truppen aus der Stadt ab.
Der Gouverneur übertrug mit Kriegsbeginn die Verfügungsgewalt über Post, Telegrafie und Eisenbahnen dem Militär, nämlich der Schutztruppe. Diese zog den Direktor der Post in Ostafrika am 8. August als Reserveoffizier ein, gab ihm den Titel „Feldpostdirektor“ und übertrug ihm die Leitung des Feldpost- und Telegrafendiensts.

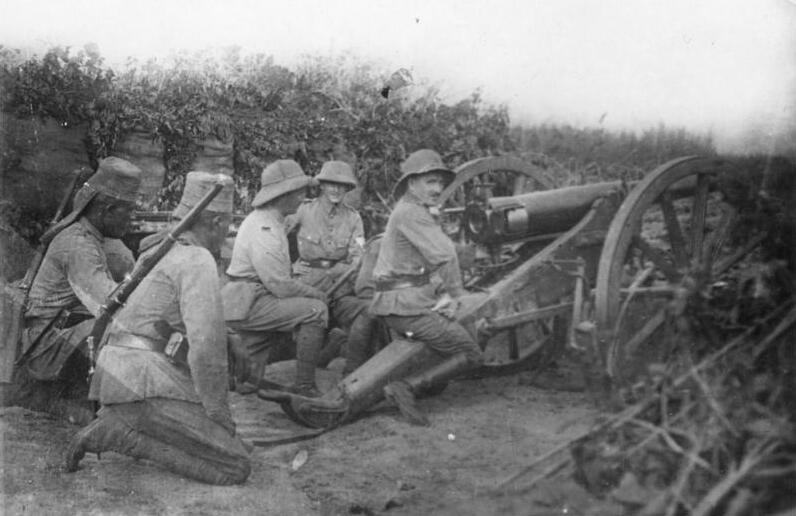
Deutsche Soldaten mit Feldgeschütz in Deutsch-Ostafrika, 1914

Die kriegerischen Handlungen selbst wurden schließlich durch die Kriegsschiffe beider Seiten begonnen. Der Kreuzer Königsberg erhielt im Juli den Befehl, im Kriegsfalle britische Handelsschiffe im Indischen Ozean anzugreifen. Die Königsberg verließ am 31. Juli 1914 den Hafen von Daressalam und konnte die älteren und langsameren britischen Kreuzer abschütteln, die hier bereits zu ihrer Bewachung auf Position gegangen waren. Nach der britischen Kriegserklärung (5. August) versenkte die Königsberg am 6. August den britischen Dampfer City of Winchester vor der Küste des Oman. In der Nacht vom 5. auf den 6. August wurde das Schwimmdock von Daressalam zur Sperrung des Hafens durch das deutsche Gouvernement selbstversenkt. Am 8. August tauchte der britische Kreuzer Pegasus vor Daressalam auf und nahm den Funkmast unter Beschuss, woraufhin der Gouverneur die weiße Flagge aufziehen ließ und einen Zug nach Morogoro nahm. Als Lettow-Vorbeck mit seinen Soldaten in Abwesenheit des Gouverneurs noch am selben Tag wieder nach Daressalam zurückkehrte, sah er nur noch die britischen Schiffe aufs offene Meer hinausfahren.
In den folgenden Monaten beschränkten sich die Kampfhandlungen auf kleinere Gefechte, da die Truppenstärken auf allen Seiten gering waren. Anfängliche Kämpfe fanden gegen britische Einheiten entlang der kenianischen Grenze und gegen belgische Truppen an der kongolesischen Grenze statt. Kurz nachdem der Funkturm von Daressalam beschossen worden war, sprengten ihn die Deutschen und bauten die Verbindungen über Erdantennen neu.
Es gab einzelne Streifzüge der deutschen Seite auf die anfangs nur von britischen Polizeikräften gehaltenen Gebiete von Nordrhodesien, die aber zu keiner Besetzung führten. Gegenüber dem britischen Kenia war das Ziel von Patrouillen immer wieder die Unterbrechung der Uganda-Bahn, die parallel zur Grenze vom Nachschubhafen Mombasa nach Nairobi verläuft.

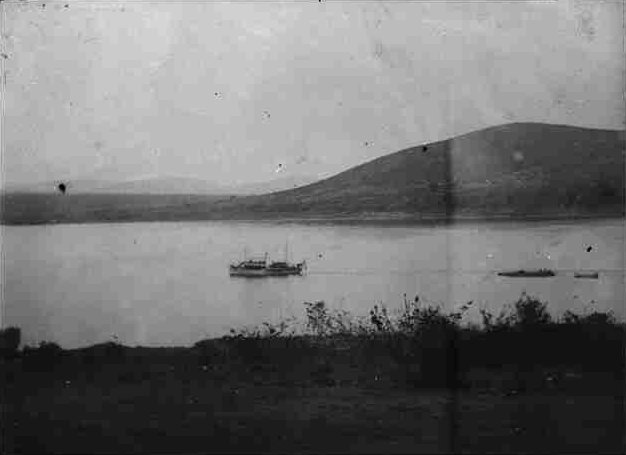
Deutscher Zollkreuzer Kingani mit Geschützfloß auf dem Tanganjikasee

Die Schutztruppe setzte im August bewaffnete Schiffe auf dem Viktoriasee und dem Tanganjikasee ein und legte damit die britische und belgische Schifffahrt zunächst lahm. Ihr Vorstoß auf den wichtigen Bahnhof und Hafen Kisumu wurde bei Kisii von den Briten zurückgeschlagen. Schnell über den Indischen Ozean herbeigeschaffte Boote wurden per Bahn nach Kisumu transportiert und schalteten die deutschen Boote auf dem Viktoriasee bald aus. Auf dem Tanganjikasee hingegen schuf sich die Schutztruppe mit Hilfe zweier Frachtdampfer und der Marinesoldaten von der Möwe eine kleine Kriegsflotte, die bis 1916 die Vormacht auf dem See innehatte. Mit Ankunft der von Kapstadt über Land transportierten Schnellboote Mimi und Toutou im Rahmen der „Tanganyika Naval Expedition“ wendete sich das Blatt allerdings auch hier zugunsten der Briten und Belgier.
Am 15. August besetzte die Schutztruppe gegen geringen Widerstand die in Britisch-Ostafrika gelegene Grenzstadt Taveta. Im September kehrte die Königsberg in die Kolonie zurück, versenkte am 14. September die in Sansibar für Reparaturen liegende Pegasus und versteckte sich für eine Maschinenreparatur anschließend im Delta des Rufijiflusses, für das die Briten keine Karten hatten. Die Royal Navy leitete die Besetzung der Insel Mafia und eine Seeblockade des Deltas ein.

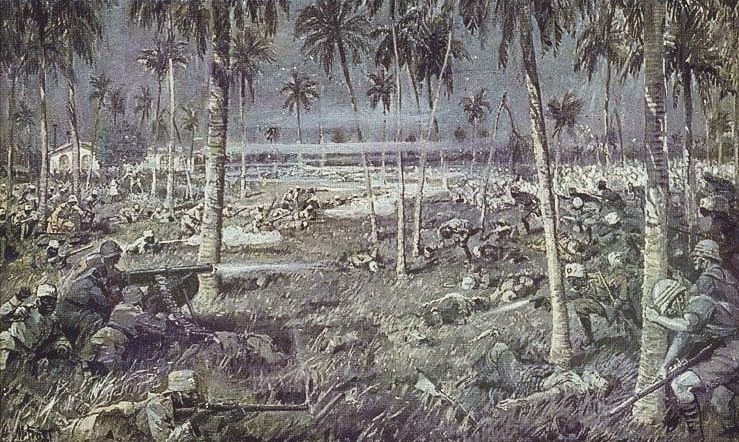
Schlacht bei Tanga, Gemälde von Martin Frost

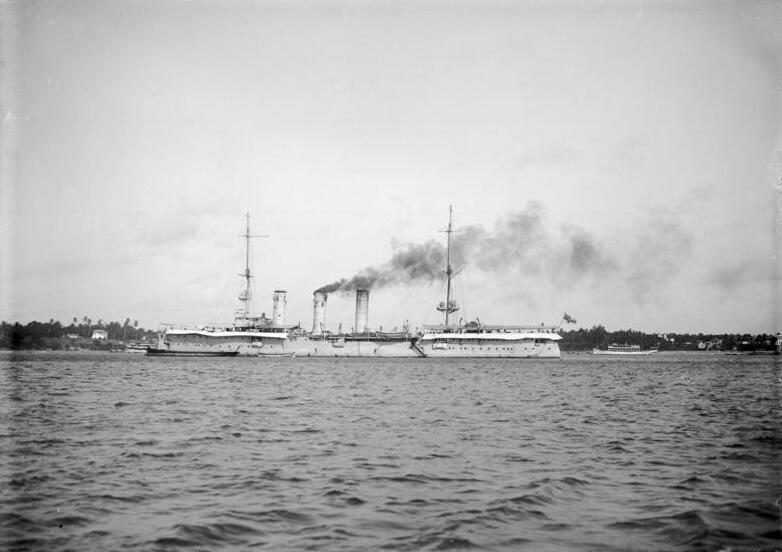
Der Kleine Kreuzer Königsberg vor der Küste Deutsch-Ostafrikas

Auf britischer Seite führte die Besetzung Tavetas zur Entscheidung, 4.000 indische Soldaten nach Mombasa zu bringen, die ab September eintrafen. Im Oktober wurde weitere 8.000 Mann aus Indien eingeschifft, um mit vereinten Kräften Lettow-Vorbecks Verbände zu zerschlagen. Die Landung bei Tanga am 2. November 1914 wurde ein Desaster für die britische Seite. Lettow-Vorbeck hatte durch Spione von der Landung Kenntnis erhalten und es gelang in der Schlacht bei Tanga, die schlecht geführten britisch-indischen Truppen zum Rückzug auf ihre Schiffe zu zwingen. Am Folgetag, dem 3. November, wurde der andere Teil der britischen Offensive bei Longido am Kilimandscharo-Massiv abgewehrt. Als weitere britische Niederlage folgte eine Kapitulation indischer Einheiten in der Schlacht um Jassini, die den Grenzort Jassini unmittelbar an der Küste besetzt hatten und von Lettow-Vorbeck mit starken Kräften angegriffen wurden, bevor sie Verstärkung erhalten konnten.
Kleinere Erfolge erzielte die britische Seite mit der Einnahme von Bukoba am 21. Juni 1915. Außerdem gelang es, die Vormacht auf dem Viktoriasee zu erringen, nachdem bewaffnete Motorboote mit der Bahn nach Port Florence (heute: Kisumu) gebracht worden waren.

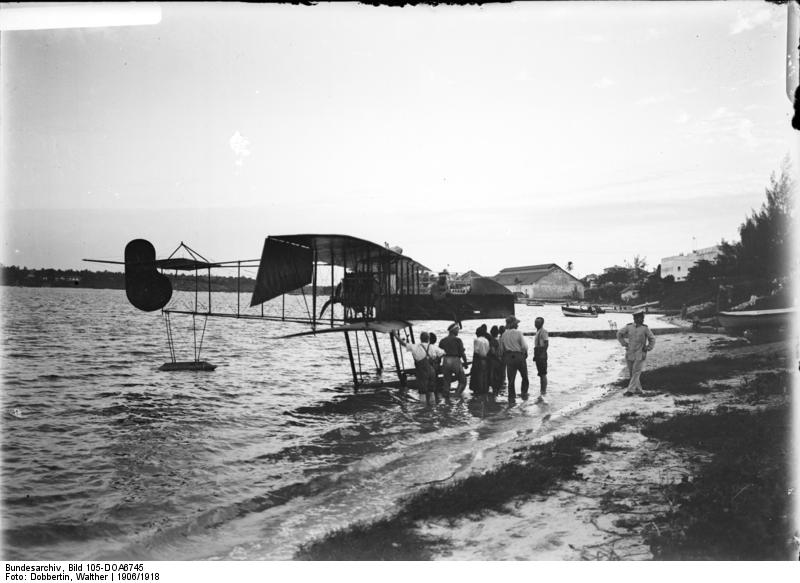
Flugzeug der Schutztruppe (nach dem Umbau)

Das einzige Flugzeug auf deutscher Seite war ein Otto-Doppeldecker der Firma Pfalz mit Druckpropeller. Der Pilot Bruno Büchner traf samt Flugzeug am 5. August 1914 in Deutsch-Ostafrika ein. Die Maschine wurde sofort von der Schutztruppe requiriert. Büchner und sein Monteur meldeten sich zum Dienst. In der Nähe des Funkturms von Daressalam wurde ein provisorisches Flugfeld angelegt. Büchner wurde bei einem Aufklärungsflug nach Sansibar von feindlichen Kanonenbooten beschossen und verletzt. Ihm gelang eine Notlandung am Strand nahe Daressalam. Nach der Reparatur des Flugzeugs sollte Oberleutnant Ernst Ludwig Henneberger die Maschine fliegen, um damit ins Kampfgebiet am Kilimandscharo zu starten. Doch schon bei einem Probeflug am 15. November 1914 verunglückte er tödlich. Das Flugzeug wurde daraufhin in einer Schmiede bei Daressalam abermals neu zusammengebaut, diesmal als Wasserflugzeug mit Schwimmern. Es absolvierte noch Flüge am Rufiji-Delta. Aufgrund von Benzinmangel wurde der Motor aber kurz danach ausgebaut. Er diente noch kurze Zeit als Antrieb für eine Bahn-Draisine auf der Strecke Daressalam-Morogoro.
Am 11. Juli 1915 gelang der britischen Marine nach Einsatz von ca. 20 Schiffseinheiten, Flugzeugen und für flache Gewässer geeigneten Monitoren eine schwere Beschädigung der im Delta des Rufiji eingeschlossenen Königsberg. Ihre Besatzung sprengte das Schiff und schloss sich der Schutztruppe an. Sie brachte ihre 10,5-cm-Schiffsgeschütze mit, die auf Lafetten gesetzt wurden und der deutschen Seite zur schwersten Artillerie des ostafrikanischen Feldzugs verhalfen.
Leichte Entlastung auf deutscher Seite brachten ferner die Blockadebrecher A (Rubens) und 15 (Marie), die der bedrängten Schutztruppe dringend benötigtes Material, vor allem Munition, brachten. Die Rubens, ein 6000 BRT-Frachtschiff, stach am 18. Februar 1915 von Wilhelmshaven aus in See. Das Kommando führte Oberleutnant Carl F. Christiansen. Das Schiff erreichte Deutsch-Ostafrika im April 1915, wurde aber in Küstennähe vom britischen Kreuzer Hyacinth so schwer beschädigt, dass es in der Mansabucht nahe Tanga auf Grund gesetzt wurde und schließlich in Flammen aufging. Ein großer Teil der Ladung konnte jedoch geborgen werden und die vernässte Munition durch mühevolle Trocknung von der Schutztruppe genutzt werden. Ein zweiter Versuch, die Schutztruppe über See zu stärken, erfolgte im März 1916 mit dem Hilfsschiff Marie, das Hilfsleutnant zur See Conrad Sörensen führte. Das Schiff erreichte unbeschädigt die Sudi-Bucht im Süden von Deutsch-Ostafrika. Die Ladung konnte gelöscht werden und das Schiff Richtung Südostasien wieder auslaufen.
Bis in das Jahr 1916 konnte die Schutztruppe das Gebiet Deutsch-Ostafrikas im Wesentlichen halten, da die britische Seite beschlossen hatte, nach dem Debakel bei Tanga erst einmal größere Verbände zusammenzuziehen. Auch die Belgier im Kongo benötigten Zeit, um aus den verstreuten Polizeitruppen ihrer Force Publique militärische Einheiten aufzubauen. Portugal stockte nach der deutschen Kriegserklärung am 9. März 1916 seine Truppen in Portugiesisch-Ostafrika auf und verabredete eine Beteiligung an der bevorstehenden alliierten Offensive.

### März bis September 1916 – Alliierte Offensive
Mit dem Eingreifen einer großen Streitmacht unter südafrikanischer Führung im Januar 1916 begann dann der Rückzug der deutschen Einheiten.
- Die vereinten britisch-indisch-südafrikanischen Kräfte gingen von Kenia her vor.
- Eine Kolonne unter General Edward Northey mit 5.000 afrikanischen, britischen und südafrikanischen Soldaten drang vom britischen Nyassaland her in den Südwesten der Kolonie ein.
- Die belgischen Truppen rückten vom Kongo aus in Ruanda und Burundi ein und gingen dann entlang der Bahn gegen Tabora vor.
- Die Portugiesen besetzten zunächst erfolgreich das Kionga-Dreieck an der Küste. Ihr weitergehender Angriff auf den Süden wurde 1916 verlustreich zurückgeschlagen und auch die Besetzung des Makonde-Plateaus im Jahr 1917 endete mit einer Niederlage.

Die alliierten Streitkräfte waren zahlenmäßig weit überlegen, sie konnten insgesamt an die 100.000 Soldaten ins Feld führen, zu denen noch ein Vielfaches an nichtkämpfenden Einheiten kam. Lettow-Vorbeck hatte sich auf diese Situation gut vorbereitet und verstrickte den zahlenmäßig überlegenen Gegner in eine Mischung aus Bewegungs- und Partisanenkrieg (Hit and Run). Der Vormarsch der alliierten Seite war damit nicht aufzuhalten, aber die Beweglichkeit der deutschen Truppen ermöglichte es ihnen, dem Gegner Verluste zuzufügen und sich meistens rechtzeitig zurückzuziehen. Stärkere Verluste als durch Kämpfe erlitten die alliierten Truppen durch Tropenkrankheiten, denen Tausende zum Opfer fielen. Hier war die deutsche Seite viel weniger betroffen, da die Mehrzahl ihrer Kämpfer Afrikaner waren, die das Klima gewohnt und gegen viele Krankheiten immun waren. Auf alliierter Seite standen ihnen überwiegend südafrikanische und indische Soldaten gegenüber, die weder Klima noch Krankheiten gewohnt waren.
Im August 1916 hatten die alliierten Kräfte die meisten wichtigen Orte der Kolonie bis auf Daressalam eingenommen. Moschi am Kilimandscharo war bereits im März gefallen. Von Kigoma über Tabora, Dodoma bis nach Morogoro war die Mittellandbahn unter Kontrolle der Alliierten. Daressalam wurde erst im September besetzt, da die Briten hier Kräfte vermuteten, die Lettow-Vorbeck längst weiterbewegt hatte. Die Schutztruppe zog sich in den Bereich südlich der Linie Daressalam-Morogoro-Iringa zurück.

### September 1916 bis November 1917 – Buschkrieg im Süden
Der Vormarsch der Alliierten drängte die Schutztruppe allmählich in den unwegsamen Südosten der Kolonie zurück. Entscheidend dafür war ein Wechsel in der Strategie der Briten. Anfangs hatten sie ausschließlich auf indische und britische sowie südafrikanische Truppen gesetzt. Afrikaner wurden gering geschätzt und nur als Träger eingesetzt, freilich in sehr großer Zahl, da den europäischen Soldaten und in geringerem Umfang auch den indischen Soldaten ein umfangreiches Gepäck zugebilligt wurde. Die Schutztruppe bestand von Anfang an zum größten Teil aus Afrikanern, die an das Klima gewöhnt waren und keine persönlichen Träger brauchten, wenn auch viele von ihnen Frauen und Kinder mitführten. Erst im Jahr 1916 begann der Ausbau afrikanischer Einheiten wie der King’s African Rifles aus Kenia und Uganda, die zuvor eher für den Schutz der Bahnlinie in Kenia abgestellt waren. 1917 bestand bereits die Hälfte der britischen Truppen aus Afrikanern, die einen schwierigeren Gegner für Lettow-Vorbeck abgaben als die weißen und indischen Einheiten mit ihrem riesigen Tross.
Die Verluste der Schutztruppe stiegen an. Ein großer Verband unter Hauptmann Tafel mit 2000 Soldaten musste sich im Oktober 1917 ergeben. Ein Verband unter dem Kommando von Max Wintgens löste sich im Februar 1917 von Lettow-Vorbecks Hauptteil und begann autonome Guerillaoperationen im Westen und Norden der deutschen Kolonie. Die Reste dieses Verbandes kapitulierten am 1. Oktober 1917 bei Luitaberg südöstlich von Kondoa. Die verbleibenden Kräfte Lettow-Vorbecks wurden zunehmend in der Nähe der mosambikanischen Grenze zusammengedrängt. Das letzte Funkgerät der Schutztruppe wurde zerstört, sodass es forthin keine Kommunikation mit Deutschland mehr gab. Ein großes Problem stellte die ausreichende Versorgung der unter tropischen Bedingungen kämpfenden Truppe mit Chinin dar. Dieses für die Prophylaxe und Therapie der Malaria unerlässlichen Stoffes stand gegen Ende des Krieges nur noch als übelschmeckender Chininsud (»Lettowschnaps«) zur Verfügung.
Im November 1917 gab es noch einen Versuch, die Schutztruppe durch das Luftschiff LZ 104/L 59 von Bulgarien aus mit Nachschub zu versorgen. Nachdem britische Berichte über den Rückzug der Schutztruppe in Deutschland abgehört wurden, entschloss man sich zum Abbruch des Unternehmens, da es keine sicheren Landegebiete in Ostafrika mehr gab. LZ 104 kehrte über dem Sudan wieder um und stellte lediglich einen Langstreckenrekord (6757 Kilometer in 95 Stunden) der frühen Luftfahrt auf.

### Übergang nach Mosambik bis zum Kriegsende

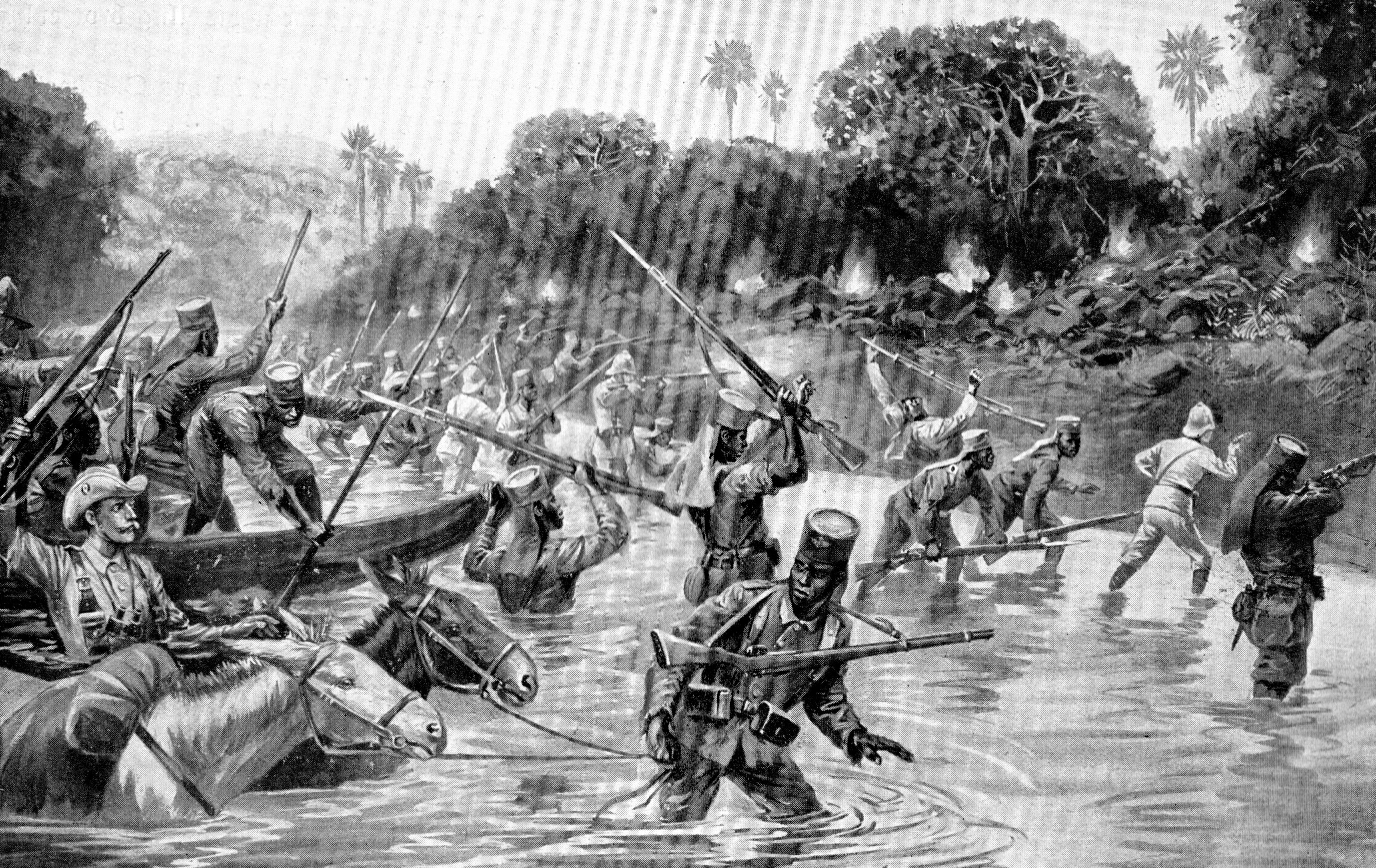
Der Durchbruch der Schutztruppe Deutsch-Ostafrika über den Rowuma Ende November 1917. Darstellung von Carl Arriens. Tatsächlich gab es beim Übergang der deutschen Truppen über den Fluss keinerlei Gefechtstätigkeit.

Bereits von April bis September 1917 operierte eine Abteilung der deutschen Schutztruppe unter dem Kommando von Major von Stuemer in Niassaland in Portugiesisch-Ostafrika.
Im November 1917 fasste Lettow-Vorbeck dann den Entschluss, unter Zurücklassung von Verwundeten und Kampfunfähigen den Grenzfluss Rovuma mit 280 deutschen und 1600 afrikanischen Soldaten sowie einem Tross von 5000 Trägern und Frauen zu überschreiten und nach Portugiesisch-Ostafrika zu gehen. Am 25. November besiegte er in der Schlacht von Ngomano portugiesische Truppen und sicherte den Übergang über den Grenzfluss.
Seine Rechnung ging insofern auf, als die britischen Kräfte Schwierigkeiten hatten, ihn im unwegsamen Nordmosambik aufzuspüren und die portugiesischen Kolonialtruppen kein kampfstarker Gegner waren. In Nordmosambik konnte Lettow-Vorbecks Truppe mehrere Stützpunkte und Depots einnehmen, aus denen er Verpflegung, Waffen und Munition auffüllen konnte, die aber knapp blieben. Die Briten verlegten indes ihr regionales Hauptquartier nach Porto Amelia (heute: Pemba) und begaben sich auf die Suche nach der Schutztruppe.
In den nächsten Monaten zog die Schutztruppe ständig umher, auf der Suche nach Verpflegung und um größeren Kämpfen auszuweichen. Sie gelangte bis in die Nähe von Quelimane. Dort erreichten ihn Nachrichten, dass in der Gegend starke britische Verbände zusammengeführt wurden. Lettow-Vorbeck beschloss, wieder nach Norden zu ziehen. Ständig von britischen Einheiten verfolgt, die ihn aber nie stellen konnten, überquerte die Schutztruppe am 28. September wieder den Rovuma und kehrte auf das Gebiet von Deutsch-Ostafrika zurück.

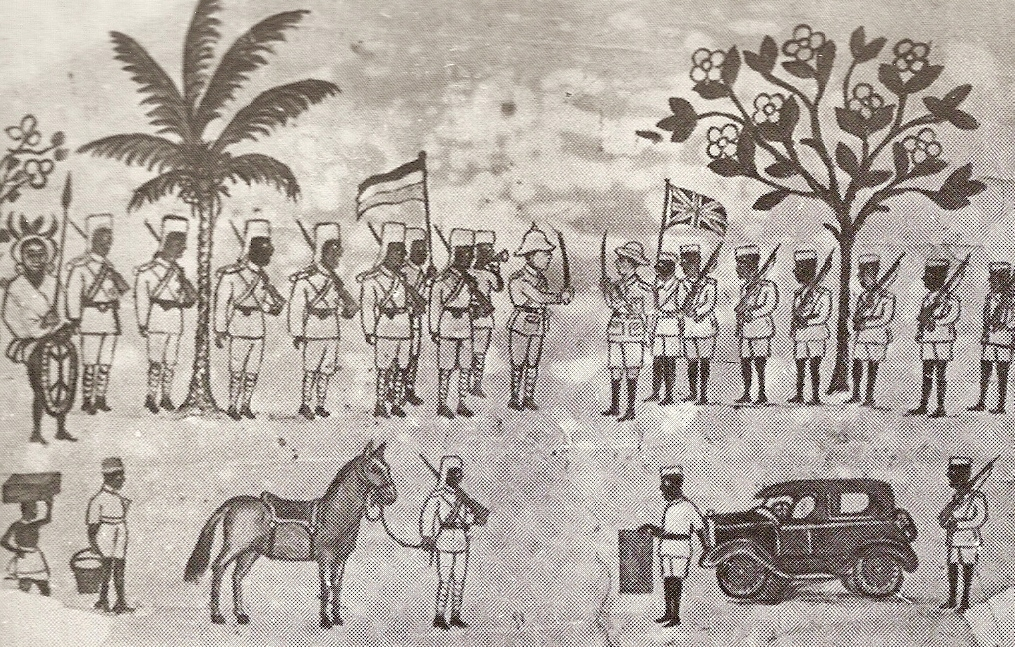
Die Schutztruppe gibt in Abercorn ihre Waffen ab (zeitgenössische Zeichnung)

Entlang des Nyassa-Sees über Songea und Mbozi zog die Truppe nach Nordrhodesien, das nach Lettow-Vorbecks Informationen weithin frei von britischen Truppen war, da diese vermuteten, er würde in der deutschen Kolonie bleiben. In Nordrhodesien fing die Schutztruppe am 13. November 1918 einen britischen Kradmelder ab, der einem Truppenführer die Nachricht vom Waffenstillstand in Compiègne überbringen sollte. Lettow-Vorbeck, der sofort Kontakt zur britischen Seite aufgenommen hatte, wurde von ihr zu dem Afrika betreffenden Artikel 17 des Waffenstillstands bewusst falsch informiert. Er sah vor, dass seine Truppe nach Deutschland zu überführen sei. Dies war eines der wenigen Zugeständnisse, die der deutschen Seite in Compiègne gemacht worden waren. Vor Ort wurde Lettow-Vorbeck mitgeteilt, er habe die Schutztruppe den Alliierten bedingungslos zu übergeben. Als Lettow-Vorbeck in späterer Kenntnis der Wahrheit protestierte, konnte er lediglich erreichen, dass die militärisch ungeschlagenen deutschen Soldaten nach ihrer Internierung beim Besteigen der Transportschiffe ihre Waffen zurückerhielten, die sie am 25. November 1918 in Abercorn südlich des Tanganjika-Sees niedergelegt hatten. Ab 17. Januar begann von Daressalam aus auf Schiffen der neutralen Niederlande die Überführung der Schutztruppe und von 216 Zivilisten nach Deutschland. Dort wurden Lettow-Vorbeck, Schnee und ihre Leute bei ihrem Einzug durchs Brandenburger Tor in Berlin am 2. März 1919 als Helden gefeiert.

## Die menschlichen Kosten des Krieges
Die Alliierten hatten 210.000–240.000 Soldaten eingesetzt, die Hälfte von ihnen Afrikaner.
Die Briten verloren 3.443 an Gefallenen und 6.558 Verstorbene aufgrund von Krankheiten. Die entsprechenden Verluste der Belgier betrugen 683 Gefallene und 1300 Tote durch Krankheit. Auf portugiesischer Seite starben 1734 Europäer und eine unbekannte Zahl von Afrikanern. Die Verluste der Schutztruppe an Toten betrugen 734 Europäer und 1798 Afrikaner.
Eine deutsche Liste von 1932 nennt 732 Tote.
Verluste der britischen Truppen nach den Angaben im Statistics of the Military Effort of the British Empire:
| Force           | Gefallen | an Verwundung gestorben | an Krankheit gestorben | Summe Tote | verwundet | vermisst | SUMME VERLUSTE |
| --------------- | -------- | ----------------------- | ---------------------- | ---------- | --------- | -------- | -------------- |
| British         | 247      | 102                     | 911                    | 1.260      | 689       | 188      | 2.067          |
| Colonials       | 96       | 22                      | 104                    | 222        | 271       | 16       | 509            |
| South African   | 319      | 145                     | 1.210                  | 1.674      | 1.071     | 110      | 2.855          |
| Indian Natives  | 1.000    | 137                     | 952                    | 2.089      | 1.781     | 534      | 4.404          |
| African Natives | 1.029    | 348                     | 2.923                  | 4.300      | 4.035     | 456      | 8.791          |
| Summe Soldaten  | 2.691    | 754                     | 6.100                  | 9.545      | 7.777     | 1.304    | 18.626         |

Von den Vermissten waren 467 als deutsche Gefangene gemeldet worden. Davon starben im deutschen Gewahrsam 33 Soldaten. Afrikaner wurden nicht als Gefangene gemeldet. Was dies bedeutet, ist unklar.
| Follower        | Gefallen/an Verwundung gestorben | an Krankheit gestorben | Summe Tote | verwundet | vermisst | SUMME VERLUSTE |
| --------------- | -------------------------------- | ---------------------- | ---------- | --------- | -------- | -------------- |
| Indian Natives  | 10                               | 276                    | 286        | 11        | 13       | 310            |
| African Natives | 366                              | 41.952                 | 42.318     | 1.322     | 622      | 44.262         |
| Summe Follower  | 376                              | 42.228                 | 42.604     | 1.333     | 635      | 44.572         |

Verluste der deutschen Schutztruppe nach den Angaben im Statistischen Jahrbuch des Deutschen Reiches 1922:
|         | Tote       | Verwundete | Summe    |
| ------- | ---------- | ---------- | -------- |
| Weiße   | 745        | 892        | 1.637    |
| Farbige | ca. 13.400 | ?          | > 13.400 |
| Summe   | ca. 14.145 | > 892      | > 15.037 |

Im Rahmen des Ersten Weltkrieges waren diese militärischen Verluste durchaus überschaubar, kostete doch allein der erste Tag der Schlacht an der Somme im Kriegsjahr 1916 20.000 britische Soldaten das Leben. Weitaus schwerwiegender waren die Folgen der Kriegsführung für die afrikanische Zivilbevölkerung, die sehr viel höhere Verluste an Menschenleben ertragen musste. Bei einer Bevölkerungszahl von 7,6 Millionen hatte die afrikanische Bevölkerung Deutsch-Ostafrikas Hunderttausende von Toten zu beklagen.
Aus den Dörfern kamen die Träger, die von allen Kriegsparteien für Nachschub und Materialtransport im wegarmen Land eingesetzt wurden. Das britische Kolonialministerium schätzte, dass insgesamt etwa 750.000 Träger auf alliierter Seite im Einsatz waren, wozu 100.000–200.000 auf deutscher Seite kamen. 1917 zählte der britische Oberbefehlshaber 125.000 Träger, davon 80.000 aus DOA. Das britische Carrier Corps hatte über insgesamt 400.000 „offizielle“ Träger im Dienst, je zur Hälfte aus Kenia und DOA (diese Zahlen ergeben sich durch Addieren der im Laufe des Krieges verpflichteten Träger). Hinzu kamen große Zahlen örtlich verpflichteter Träger. General Northey setzte für seine vom britischen Nyassaland her operierende Nyasa-Rhodesia Field Force etwa 200.000 Träger für den Nachschub ein. Die Force Publique der Belgier hatte 260.000 Träger verpflichtet. Zusammen mit den Trägern der Deutschen (in der Spitze ca. 45.000 einschließlich der Hilfskräfte) wird geschätzt, dass etwa eine Million Träger während des Krieges zum Einsatz kamen. Sie wurden zu Beginn des Feldzuges noch angeworben und dienstverpflichtet, im späteren Verlauf dann unter Gewaltandrohung in den Transportdienst gepresst. Hunger, Krankheiten und die Strapazen ihrer Zwangsarbeit kosteten 100.000–300.000 Trägern aller Seiten das Leben. Die Träger waren zugleich die jüngeren Männer, deren Arbeitskraft auf den Feldern dann fehlte. Die Züge der kämpfenden Heere verwüsteten seit 1916 das Land, Lebensmittel und Vieh wurden requiriert. Die Schutztruppe brannte oft die Felder hinter sich ab, um dem nachrückenden Gegner keine Vorräte zu hinterlassen.
Als die Schutztruppe im November 1917 den Rovuma überschritt, ließ sie im Süden der Kolonie eine große Hungersnot zurück. Im Jahre 1918 nahmen die Folgen der Verwüstung zusammen mit einer Dürreperiode katastrophale Ausmaße an.
Es gibt keine Übersicht, wie viele Menschen damals in Ostafrika verhungerten. Aus dem Bezirk Dodoma wurde für 1917/1918 ein Bevölkerungsverlust von 20 % gemeldet. Nach Schätzungen kostete der Krieg der Kolonie rund 650.000 Menschenleben, fast ein Zehntel der damaligen Bevölkerung. Ab 1918 breitete sich unter der geschwächten Bevölkerung die internationale Epidemie der Spanischen Grippe aus und forderte weitere 50.000–80.000 Opfer.
Die Kosten für den Krieg der Europäer mussten letztlich von den Afrikanern getragen werden.

## Kriegsverbrechen
Schon zu Beginn des Krieges bezichtigten die Kriegsparteien einander, das Völkerrecht zu brechen: Die Beschießung Daressalaams, von den Deutschen als offene, das heißt unverteidigte Stadt deklariert, durch die Briten, wie umgekehrt die angebliche Beschießung eines britischen Schiffes mit Rot-Kreuz-Fahne im dortigen Hafen durch die Deutschen.
Weder die Deutschen noch die Alliierten trauten der ostafrikanischen Bevölkerung über den Weg, überall sorgte man sich vor möglicher Spionage; auch war die Unterscheidung zwischen Zivilisten und Kämpfenden angesichts der vielen zusätzlichen Träger, ihrer mitziehenden Familienangehörigen und Boten oft verwischt. In den ersten beiden Kriegsjahren galt bei den Deutschen der Befehl, an der Nordgrenze jeden Unbekannten sofort zu erschießen, da es sich um einen Spion handeln könnte.
Zur Gewohnheit während des ganzen Krieges wurde bei den deutschen Hilfstruppen die Plünderung gefallener Soldaten. Wiederum besonders bei den belgischen Söldnern, den Bulamatari, waren Plünderungen und Frauenraub von der Führung zwar offiziell verboten, jedoch de facto fast durchweg toleriert. Als im September 1916 belgische Truppen in die Stadt Tabora einmarschierten, begann ein mehrere Tage andauerndes Chaos marodierender Soldateska mit Plünderungen, Vergewaltigungen, Erschießungen und Brandlegungen.
Generell war der Krieg in Ostafrika ab 1916 seitens der Deutschen und der Belgier nach dem Prinzip geführt, dass man Verpflegung während der Märsche beschaffte, das heißt, von der lokalen Bevölkerung abgekauft oder immer mehr mit Gewalt eingeholt werden musste. Die Offiziere gaben hierbei den Truppen meist große Handlungsfreiheit, was die vielen Gewaltexzesse quer durch das Kriegsgebiet erklärt. Bei den belgischen Söldnern war systematisches Vergewaltigen und Brüsteabschneiden der Frauen Teil der Truppenbewegungen, wobei Alkoholismus und ein kaum vorhandenes Etappenwesen einen erheblichen Faktor bildeten. Erst in den letzten Kriegsmonaten konnte, auf Druck der britischen Verbündeten, ein gewisses Disziplinarsystem etabliert werden.

„Der deutsche Arzt Ludwig Deppe, der zu Lettow-Vorbecks Tross gehörte, schrieb in seinen Erinnerungen: „Wir ließen zerstörte Felder, ausgeraubte Magazine und, für die nächste Zukunft, Hunger zurück. Wir waren keine Botschafter der Kultur mehr, unsere Spur bestand vielmehr aus Tod, Plünderungen und zerstörten Dörfern – ganz ähnlich wie während des Feldzuges unserer eigenen und der feindlichen Armeen im Dreißigjährigen Krieg.““

## Erinnerungsliteratur in der Zwischenkriegszeit
Obwohl Ostafrika im Vergleich zu anderen Fronten des Ersten Weltkriegs als letztlich unbedeutender Nebenkriegsschauplatz galt, erschienen in den Jahren nach dem Krieg viele Memoiren deutscher Beteiligter. Dies lässt sich möglicherweise durch die Exotik der Region, die letzten Reminiszenzen deutschen Kolonialwesens oder die stilisierte Heroisierung Paul von Lettow-Vorbecks erklären, der als Symbolfigur des Widerstands gegen eine feindliche Übermacht wahrgenommen wurde.
Besonders hervorzuheben sind folgende Veröffentlichungen:
- Ada Schnee: Meine Erlebnisse während der Kriegszeit in Deutsch-Ostafrika (1918); autobiografische Schilderung aus der Sicht der deutsch-britischen Ehefrau von Gouverneur Heinrich Schnee[31]

- Paul von Lettow-Vorbeck: Meine Erinnerungen aus Ostafrika (1920), eine technisch-militärisch gehaltene Darstellung des Feldzugs aus der Sicht des Befehlshabers, sowie Heia Safari! (1920), eine populärere und kürzere Version.
- Heinrich Schnee: Deutsch-Ostafrika im Weltkriege (1919), die Perspektive des letzten Gouverneurs der Kolonie.
- Ludwig Deppe: Mit Lettow-Vorbeck durch Afrika (1919), ein Bericht des Militärarztes, der Lettow-Vorbecks Truppe begleitete; ausführlich, stellenweise kritisch.
- August Hauer: Kumbuke - Erlebnisse eines Arztes in Deutsch-Ostafrika (1921), der bereits im Vorwort angibt, der vielfältigen Literatur zum Thema noch die eigenen Erinnerungen hinzufügen zu wollen.
- Josef Viera: Mit Lettow-Vorbeck im Busch (1937), ein dreiteiliger, erzählerischer Bericht.
- Max Looff: Tufani – Sturm über Deutsch-Ostafrika (1936), vom ehemaligen Kapitän der Königsberg, später Führer der Marinetruppen an Land.
- Wilhelm Arning: Vier Jahre Weltkrieg in Deutsch-Ostafrika (1920), einem Arzt im deutschen Heer, der allerdings oft nicht eigenes Erleben teilt und stellenweise fehlerhafte oder auch absichtlich verzerrte Darstellungen vorlegt.
- Christian Christensen: Nordschleswiger verteidigten Deutsch-Ostafrika (1938, davor schon auf Dänisch), die Sicht eines dänischen Heizers unter deutscher Flagge.
- Ascan Lutteroth: Tunakwenda – Auf Kriegssafari in Deutsch-Ostafrika (1938).
- Karl Roehl: Ostafrikas Heldenkampf (1918), eine Veröffentlichung noch vor Kriegsende von einem Missionar am Kiwusee.
- Richard Wenig: Kriegs-Safari (1920) und In Monsun und Pori (1922), ein Matrose und späterer Artillerieoffizier berichtet von seinen Einsätzen, u. a. auf der Königsberg und im portugiesischen Gebiet.
- Maximilian Decher: Afrikanisches und Allzu-Afrikanisches (1932), das wohl erstaunlichste Buch, das in erzählerischer, reflexiver und einerseits unterhaltender, andererseits sehr kritischer Weise die Erlebnisse seines Autors, eines einfachen Freiwilligen, wiedergibt.

## Filme
- Die Reiter von Deutsch-Ostafrika (kolonialrevisionistischer Spielfilm von Herbert Selpin, 1934)
- Lettow-Vorbeck: Der deutsch-ostafrikanische Imperativ (dokumentarischer Spielfilm von Christian Doermer, 1984)
- Zacarias’ Weg (Mosquito, portugiesisch-französischer Spielfilm von João Nuno Pinto, 2020)